# Роберт Блюмоф
Роберт Д. Блюмоф (нар. 1964) — американський науковець у галузі інформатики.

## Походження та навчання
Його батько Роберт Ф. Блюмоф був керівником виробництва в United Artists, а по материнській лінії він був онуком Джека Бенні. Блюмоф навчався у фахівця з комп'ютерної графіки Андріса ван Дама. Потім отримав ступінь бакалавра в Браунському університеті, а докторську ступінь отримав у 1995 році в Массачусетському технологічному інституті (MIT). Потім під керівництвом Чарльза Лейзерсона захистив докторську дисертацію  на тему «Ефективна діяльність багатопоточних програм»

## Наукова діяльність
Він починав працювати доцентом у Техаському університеті в Остіні. У 1999 році перейшов до компанії Akamai. З 2004 року він очолює там відділ мереж та операцій. У 2016 році Роберт Блюмоф обіймає посаду топ-менеджера: виконавчий віце-президент департаменту платформи Akamai та генеральний менеджер відділу підприємств та перевізників.
Науковець займається дослідженням питань алгоритмів та систем у розподіленій та паралельній обробці даних.

## Нагороди
У 1999 році Роберт Блюмоф отримав стипендію від Фундації Альфреда П. Слоуна. У 2013 році він нагороджений премією Канеллакіса разом із Чарльзом Лейзерсоном. Вони були нагороджені премією за розробку простих, надійних та ефективних алгоритмів викрадення робочих випадкових операцій (буквально: викрадення робіт; Work stealing) для паралельних обчислень, де процесор, який не працює, отримує навантаження від іншого процесора. Такі алгоритми широко використовувались (включаючи нові версії Java, збирачі сміття компіляторів та Microsoft Visual Studio). Наприклад, програмне середовище Cilk реалізовано у компіляторі Intel C / C ++ та інших компіляторах.

## Публікації
- Blumofe, Leiserson: Scheduling Multithreaded Computations by Work Stealing, Journal of the ACM, September 1999, S. 720—748
- Blumofe, Leiserson: Space-Efficient Scheduling of Multithreaded Computations, SIAM Journal on Computing, Februar 1998, S. 202—229
- Robert D. Blumofe, Christopher F. Joerg, Bradley C. Kuszmaul, Charles E. Leiserson, Keith H. Randall, Yuli Zhou: Cilk: An Efficient Multithreaded Runtime System, Journal of Parallel and Distributed Computing, August 1996, S. 55–69,